# Хеги, Штефан
Ште́фан Хе́ги (нем. Stephan Hegyi, р.25 июля 1998) — австрийский дзюдоист, призёр чемпионатов Европы.

## Биография
Родился в 1998 году. Дзюдо начал заниматься в Вене под руководством Петера Зайзенбахера, а после его отъезда за границу — в клубе «Хакоах» под руководством Акселя Эггенфельнера и Филипа Сафарова. В 2017 и 2018 годах становился серебряным призёром чемпионата мира среди юниоров.
В 2018 году стал бронзовым призёром чемпионата Европы. В 2019 году завоевал бронзовую медаль Европейских игр.